# Sergio Brio
Sergio Brio (ur. 19 sierpnia 1956 w Lecce) – włoski piłkarz. Był między innymi zawodnikiem Juventusu, z którym w 1985 roku zdobył Puchar Europy.

## Sukcesy
- Mistrzostwo Włoch: 4 (1981, 1982, 1984, 1986)
- Puchar Włoch: 3 (1979, 1983, 1990)
- Puchar Europy: 1 (1985)
- Puchar Zdobywców Pucharów: 1 (1984)
- Superpuchar Europy: 1 (1984)
- Puchar Interkontynentalny: 1 (1985)
- Puchar UEFA: 1 (1990)